# Tathlina Lake
Der Tathlina Lake ist ein See in den Nordwest-Territorien Kanadas.

## Lage
Der 573 km² große seichte See befindet sich 60 km südwestlich des Großen Sklavensees. Der Kakisa River mündet von Westen kommend in den See und verlässt ihn nach Norden zum benachbarten Kakisa Lake und weiter zum Mackenzie River. Ein weiterer Zufluss ist der Cameron River, der das Gebiet südlich des Sees entwässert und am östlichen Südufer in den See mündet.
Dieser trübe See ist der fünfzehntgrößte See in den Nordwest-Territorien. Er liegt auf einer Höhe von 269 m und hat eine durchschnittliche Tiefe von nur 1 m. Wegen seiner geringen Wassertiefe weist der See starke Schwankungen hinsichtlich Wasserstand, Wassertemperatur, Eisdicke und gelöstem Sauerstoff auf. Diese veränderten Umweltbedingungen haben schon zu einem Fischsterben geführt.
Der kommerzielle Fischfang von Glasaugenbarschen wurde 1953 begonnen. Jedoch kam es in den 1960er bis 1990er Jahren zu sehr geringen Fangergebnissen. Im Jahre 2000 wurde der kommerzielle Fischfang auf dem See eingestellt.